# Diocesi di Strongoli

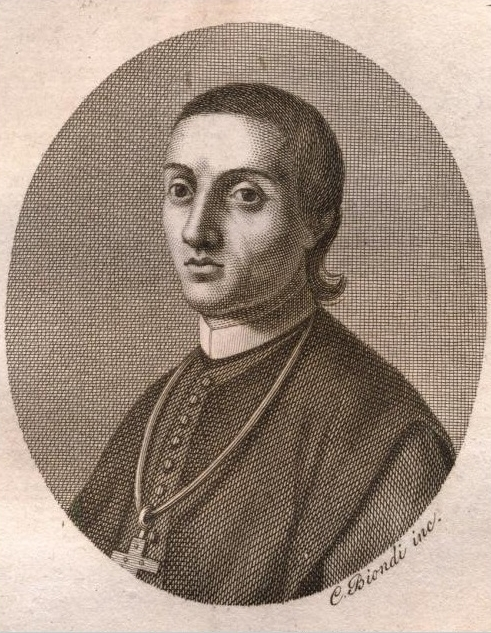
Domenico Morelli, vescovo di Strongoli dal 1748 al 1792.

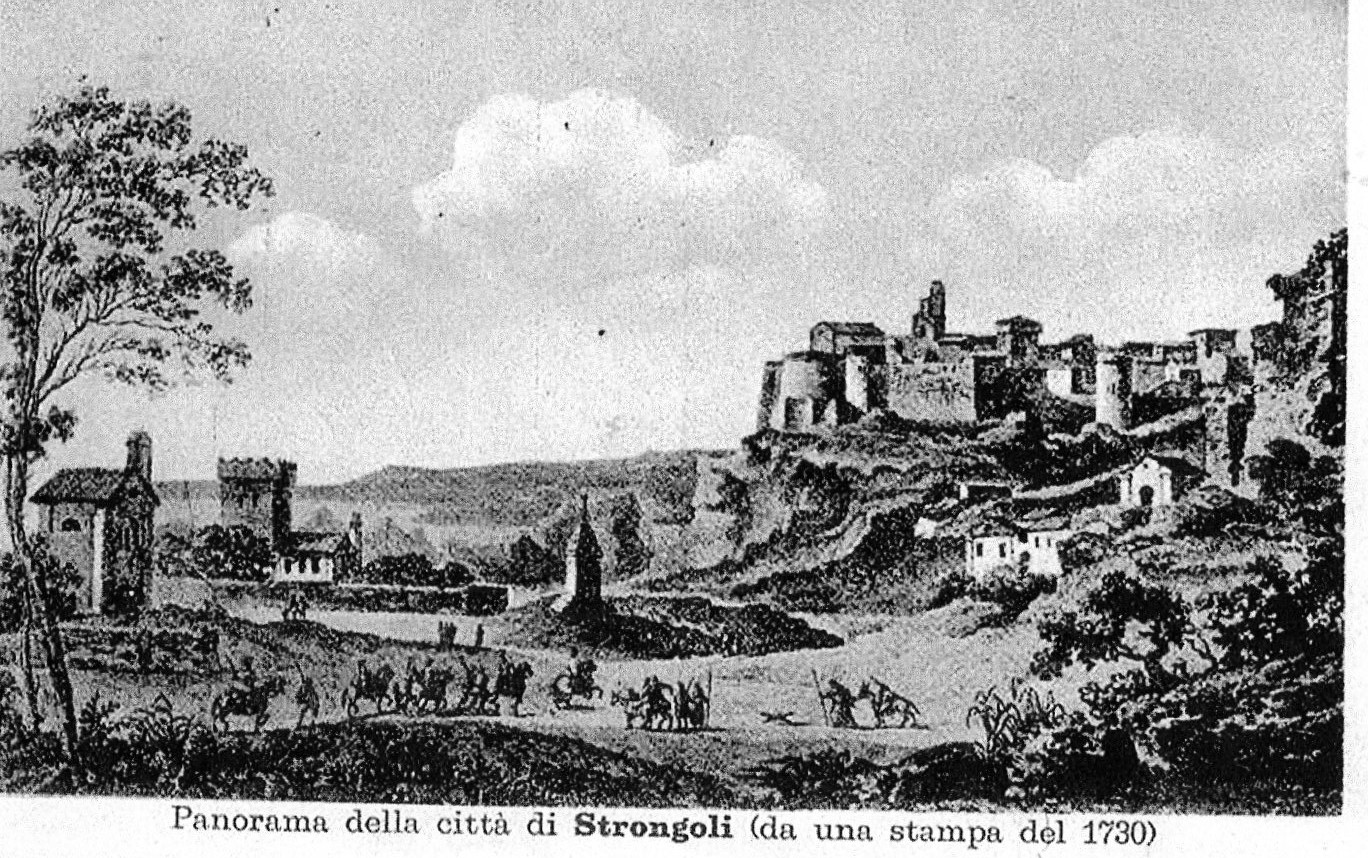
Strongoli in una stampa del 1730.

La diocesi di Strongoli (in latino: Dioecesis Strongulensis) è una sede soppressa e sede titolare della Chiesa cattolica.

## Territorio
La diocesi comprendeva solo il territorio di Strongoli. Il piccolo vescovato confinava ad est con il mare Jonio, a sud con la diocesi di Crotone, dalla quale era separata dal fiume Neto, ad ovest con l'arcidiocesi di Santa Severina e a nord con la diocesi di Umbriatico.
Cattedrale della diocesi era la chiesa dei Santi Pietro e Paolo, che era anche l'unica parrocchia della città episcopale.
Benché di piccole dimensioni, la diocesi era ricca di istituzioni ecclesiastiche; tra Cinquecento e Settecento è documentata l'esistenza di un monastero di Conventuali dedicato a Santa Maria delle Grazie, di un convento di Agostiniani dedicato a Santa Maria del Popolo, di un monastero dei Cappuccini dedicato a San Francesco d'Assisi, e di una quindicina fra chiese e cappelle.

## Storia
Secondo alcuni storici, la città di Petelia sarebbe stata una sede vescovile, titolo che sarebbe stato ereditato da Strongoli, nome medievale dell'antica città del Bruzio. Non esistono tuttavia prove storiche dell'esistenza di un'antica diocesi a Petelia.
La diocesi di Strongoli non compare in nessuna Notitia Episcopatuum del patriarcato di Costantinopoli, da cui quasi tutte le diocesi della Calabria dipendevano dal IX all'XI secolo. La diocesi è documentata per la prima volta nella bolla di papa Lucio III del 1183 all'arcivescovo di Santa Severina, Meleto, nella quale il pontefice conferma al metropolita tutti i suoi privilegi e ne menziona le suffraganee; e in seguito nel Provinciale Vetus di Albino databile al 1190 circa.
La diocesi è probabilmente di fondazione normanna e risalirebbe alla seconda metà del XII secolo. Primo vescovo documentato è Madio, che nel 1178 sottoscrisse un diploma della confraternita di Santa Maria di Messina; la sua storicità è tuttavia messa in dubbio; infatti già l'anno successivo abbiamo il vescovo Ireneo, che prese parte al terzo concilio lateranense.
Secondo Andrea Pesavento, «la storia dell'episcopato di Strongoli è segnata dalle lunghe vertenze che opposero i vescovi della città con il potere secolare». L'oggetto delle dispute era nella maggior parte dei casi la salvaguardia dei benefici e dei possedimenti della mensa vescovile, usurpati dai potenti locali. Altre liti sorsero tra i vescovi di Strongoli ed i metropoliti di Santa Severina, che godevano del "diritto di spoglio", ossia di incamerare i beni appartenuti ai loro vescovi suffraganei defunti.
Il vescovo Claudio Vico, vissuto alla fine del Cinquecento, dovette lottare con il potere laicale per salvaguardare i beni della mensa episcopale, con i quali poté restaurare la sacrestia della cattedrale, il palazzo vescovile e completare la costruzione di una torre di difesa contro le frequenti incursioni dei turchi. Il suo successore, Sebastiano Ghislieri, in assenza del seminario, istituì una scuola per chierici poveri, ed eresse un monte di pietà. All'epoca del vescovo Bernardino Piccoli (1627-1636) la cattedrale era servita da 22 sacerdoti, 2 suddiaconi e 30 chierici; la popolazione censita tra il 1640 ed il 1662 era di circa 4.000 persone.
Scrive Andrea Pesavento che, «alla fine del Seicento il clero di Strongoli, città di circa 1500 anime, posta sulla cresta di un alto colle e circondata da rupi a circa tre miglia dal mare, ... è composto da sei dignità, sei canonici, 18 preti detti anche cappellani e da una ventina di chierici. La città, che d'estate è abbandonata dai vescovi a causa della malaria causata dalle acque stagnanti del vicino torrente Brausio, e d'inverno è molestata dai venti freddi e dalle febbri micidiali, si presenta in uno stato decadente».
Nel Settecento in diocesi si contavano numerose istituzione di carità, al cui servizio si trovavano ben sette confraternite: della Morte, del Santissimo Corpo di Cristo e del Santissimo Sacramento, dell'Immacolata Concezione, del Santissimo Rosario, di San Francesco di Paola, di Santa Maria Annunziata e delle Sante Anime del Purgatorio.
L'episcopato più lungo fu quello di Domenico Morelli, vescovo per 44 anni dal 1748 al 1792, che si adoperò per il restauro della cattedrale e il rifacimento completo dell'episcopio. «Nelle relazioni che trasmise alla congregazione del concilio, egli descrive molto minuziosamente la situazione della diocesi: dichiara di avere sempre soddisfatto l'obbligo della residenza, di aver effettuato la visita pastorale della città, delle chiese e dei luoghi pii, di avere impartita la cresima, di avere fatto ricorso ai missionari in avvento e in quaresima, di aver conferito non poche ordinazioni, di aver avuto a cuore l'istruzione del popolo e del clero». Gli succedette Pasquale Petruccelli, che fu l'ultimo vescovo di Strongoli.
Per la sua piccolezza e per la scarsità della mensa vescovile, la diocesi fu soppressa il 27 giugno 1818, in seguito al concordato tra la Santa Sede e il Regno di Napoli, con la bolla De utiliori di papa Pio VII ed il suo territorio venne incorporato in quello della diocesi di Cariati.
Dal 1969 Strongoli è annoverata tra le sedi vescovili titolari della Chiesa cattolica; dal 26 marzo 2024 il vescovo titolare è Francis Than Htun, vescovo ausiliare di Yangon.

## Cronotassi

### Vescovi
- Madio ? † (menzionato nel 1178)[7]
- Ireneo † (menzionato nel 1179)
- Anonimo † (menzionato nel 1215)
- Anonimo † (menzionato nel 1219)
- Anonimo † (menzionato nel 1223)[8]
- Guglielmo † (menzionato nel 1246)[9]
- Pietro I, O.S.B. † (30 gennaio 1255 - dopo il 1266/1267)[10]
- Giovanni † (prima di giugno 1284 - dopo aprile 1286)
- Ruggero I † (prima di dicembre 1289 - 11 novembre 1290 nominato vescovo di Rapolla)
- Francesco † (1291 - 1297 deceduto)
- Uguccio, O.P. † (18 marzo 1297 - ?)
- Ruggero II † (menzionato nel 1322)
- Simone † (? deceduto)
- Pietro II † (10 settembre 1330 - 1342 dimesso)
- Tommaso de Rosa, O.F.M. † (13 novembre 1342 - 1351 deceduto)
- Alamanno † (30 maggio 1351 - ?)
- Pietro III † (? deceduto)
- Raimondo † (? deceduto)
- Paolo de' Medici, O.F.M. † (14 luglio 1374 - ? deceduto)
- Vito † (27 settembre 1375 - 28 aprile 1385 nominato antivescovo di Tricarico)
- Antonio I † (18 giugno 1389 - ?)
- Giacomo † (28 aprile 1400 - 9 ottobre 1402 nominato vescovo di Uselli)
- Pietro IV † (23 luglio 1407 - 1413 deceduto)
- Antonio II † (1º febbraio 1413 - circa 1418 deceduto)[11]
- Antonio Sangallo (de Podio) † (9 marzo 1418 - 23 dicembre 1429 nominato arcivescovo di Santa Severina)
- Tommaso Rossi † (23 dicembre 1429 - 1433 deceduto)
- Domenico Rossi † (14 dicembre 1433 - 1470 deceduto)
- Nicola Balestrari † (11 marzo 1470 - 1479 deceduto)
- Giovanni di Castello † (21 aprile 1479 - 10 maggio 1486 nominato vescovo di Carinola)
- Giovanni Antonio Gotti † (10 maggio 1486 - 1496 deceduto)
- Girolamo Lusco † (2 dicembre 1496 - 1509 deceduto)
- Gaspare de Murgiis  † (21 novembre 1509 - 1534 deceduto)
  - Girolamo Grimaldi † (10 maggio 1534 - 15 novembre 1535 dimesso) (amministratore apostolico)
- Pietro Ranieri † (15 novembre 1535 - 1541 dimesso)
- Girolamo Zacconi † (20 maggio 1541 - 15 giugno 1558 dimesso)
- Matteo Zacconi † (15 giugno 1558 - 1565 deceduto)
- Tommaso Orsini † (15 agosto 1566 - 23 gennaio 1568 nominato vescovo di Foligno)
- Timoteo Giustiniani † (5 aprile 1568 - 1571 deceduto)
- Gregorio Forbicini † (23 gennaio 1572 - 1579 deceduto)
- Rinaldo Corso † (3 agosto 1579 - 1582 deceduto)
- Domenico Petrucci † (27 aprile 1582 - 23 luglio 1584 nominato vescovo di Bisignano)
- Giovanni Luigi Marescotti † (14 gennaio 1585 - 3 gennaio 1587 deceduto)
- Claudio Marescotti, O.S.B. † (18 febbraio 1587 - 24 febbraio 1590 deceduto)
- Claudio Vico † (21 marzo 1590 - 1599 deceduto)
- Marcello Lorenzi † (31 gennaio 1600 - 1601 deceduto)
- Sebastiano Ghislieri † (30 aprile 1601 - 2 ottobre 1627 deceduto)
- Bernardino Piccoli † (2 ottobre 1627 succeduto - 1636 deceduto)
- Sallustio Bartoli † (10 novembre 1636 - maggio 1637 deceduto)
- Giulio Diotallevi † (14 dicembre 1637 - settembre 1638 deceduto)
- Carlo Diotallevi † (2 maggio 1639 - marzo 1652 deceduto)
- Martino Denti de' Cipriani, B. † (26 agosto 1652 - 1655 deceduto)
- Biagio Mazzella, O.P. † (25 ottobre 1655 - 26 febbraio 1663 nominato vescovo di Sant'Agata de' Goti)
- Antonio Maria Camalda † (2 luglio 1663 - dicembre 1690 deceduto)
- Giovanni Battista Carrone † (19 dicembre 1691 - aprile 1706 deceduto)
- Tommaso Olivieri † (25 giugno 1706 - febbraio 1719 deceduto)
- Domenico Marzano † (26 aprile 1719 - 27 luglio 1735 nominato vescovo di Bova)
- Gaetano de Arco † (2 dicembre 1735 - 6 marzo 1741 nominato vescovo di Nusco)
- Ferdinando Mandarani † (3 luglio 1741 - 29 gennaio 1748 nominato vescovo di Oppido Mamertina)
- Domenico Morelli † (29 gennaio 1748 - 2 ottobre 1792 dimesso)
- Pasquale Petruccelli † (17 giugno 1793 - 16 dicembre 1798 deceduto)
  - Sede vacante (1798-1818)
  - Sede soppressa

### Vescovi titolari
- Nicolaas Verhoeven, M.S.C. † (26 giugno 1969 - 15 settembre 1976 dimesso)
- Olavio López Duque, O.A.R. † (30 maggio 1977 - 11 giugno 2013 deceduto)
- Barthol Barretto (20 dicembre 2016 - 30 dicembre 2023 nominato vescovo di Nashik)
- Francis Than Htun, dal 26 marzo 2024